# Jason Bateman
Pour les articles homonymes, voir Bateman.
Jason Kent Bateman est un acteur, réalisateur et producteur américain, né le 14 janvier 1969 à Rye (État de New York).
Il entame sa carrière d'acteur très jeune en tant qu'enfant star, apparaissant à la télévision au début des années 1980 dans des émissions telles que la série dramatique de la NBC, La Petite Maison dans la prairie, de 1981 à 1982, et Valérie de 1986 à 1991. Il a joué dans les films Teen Wolf Too (1987), Necessary Roughness (1991), Dodgeball (2004), La Rupture (2006), Juno (2007), Hancock (2008), Up in the Air et Extract (tous deux en 2009), The Switch (2010), Échange standard (2011), Paul (2011), Comment tuer son boss ? (2011) et sa suite (2014), Arnaque à la carte (2013), C'est ici que l'on se quitte (2014), Le Cadeau (2015), Joyeux Bordel ! (2016), Zootopia (2016) et Game Night (2018). Depuis juillet 2020, il coanime le podcast comique SmartLess avec Will Arnett et Sean Hayes.
Bateman a fait ses débuts en tant que réalisateur avec l'épisode It Happened One Night… Or Did It? (Saison 6, Épisode 8) de la série Valérie, établissant alors le record du plus jeune réalisateur au sein de la Directors Guild of America. Depuis, il a réalisé et joué dans La Famille Fang (2015) ainsi que dans la série dramatique policière de Netflix, Ozark (2017-2022).
Bateman a remporté le Primetime Emmy Award de la meilleure réalisation pour une série télévisée dramatique en 2019 pour sa direction dans Ozark et a remporté trois Screen Actors Guild Awards pour sa performance. En 2020, il a également joué un rôle récurrent (et réalisé deux épisodes) dans la mini-série de HBO, The Outsider.

## Biographie
Jason Bateman est né le 14 janvier 1969 à Rye (État de New York). Il est le fils du producteur américain Kent Bateman et Victoria Elizabeth Bateman.
Il a une grande sœur, Justine Bateman, également actrice.

### Vie privée
Il est marié depuis 2001 à Amanda Anka, une des filles du chanteur canadien Paul Anka. Ils ont deux filles : Francesca Nora (née le 28 octobre 2006) et Maple Sylvie (née le 10 février 2012).

## Carrière

### Progression à la télévision (années 1980-1990)

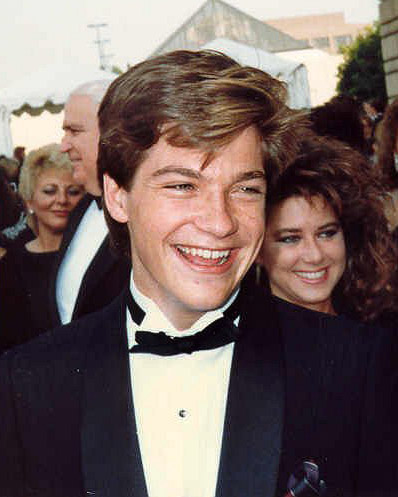
Le jeune acteur aux Emmy Awards en septembre 1987.

Jason Bateman commence sa carrière de comédien très jeune dans la série La Petite Maison dans la prairie, où il joue de 1981 à 1982 le rôle de James Cooper Ingalls.
Il devient rapidement une star dans les années 1980 en participant à des séries télévisées telles que Ricky ou la Belle Vie et It's Your Move. Il est d'ailleurs le plus jeune réalisateur accrédité de la Directors Guild of America, ayant réalisé à dix-huit ans trois épisodes pour The Hogan Family, feuilleton dans lequel il participe également en tant qu'acteur.
Peu de temps après cette consécration, Bateman traverse une période plus difficile professionnellement. Durant les années 1990, il sombre dans l'alcool et les drogues ce qui nuit à sa carrière d'acteur. Il continue à tenir de petits rôles, qui seront toutefois brefs : il interprète des personnages dans quatre séries majeures américaines telles que Simon, Nés à Chicago (en) et George and Leo, mais ses rôles ne sont jamais renouvelés pour plus d'une saison.

### Révélation comique et seconds rôles au cinéma (années 2000)

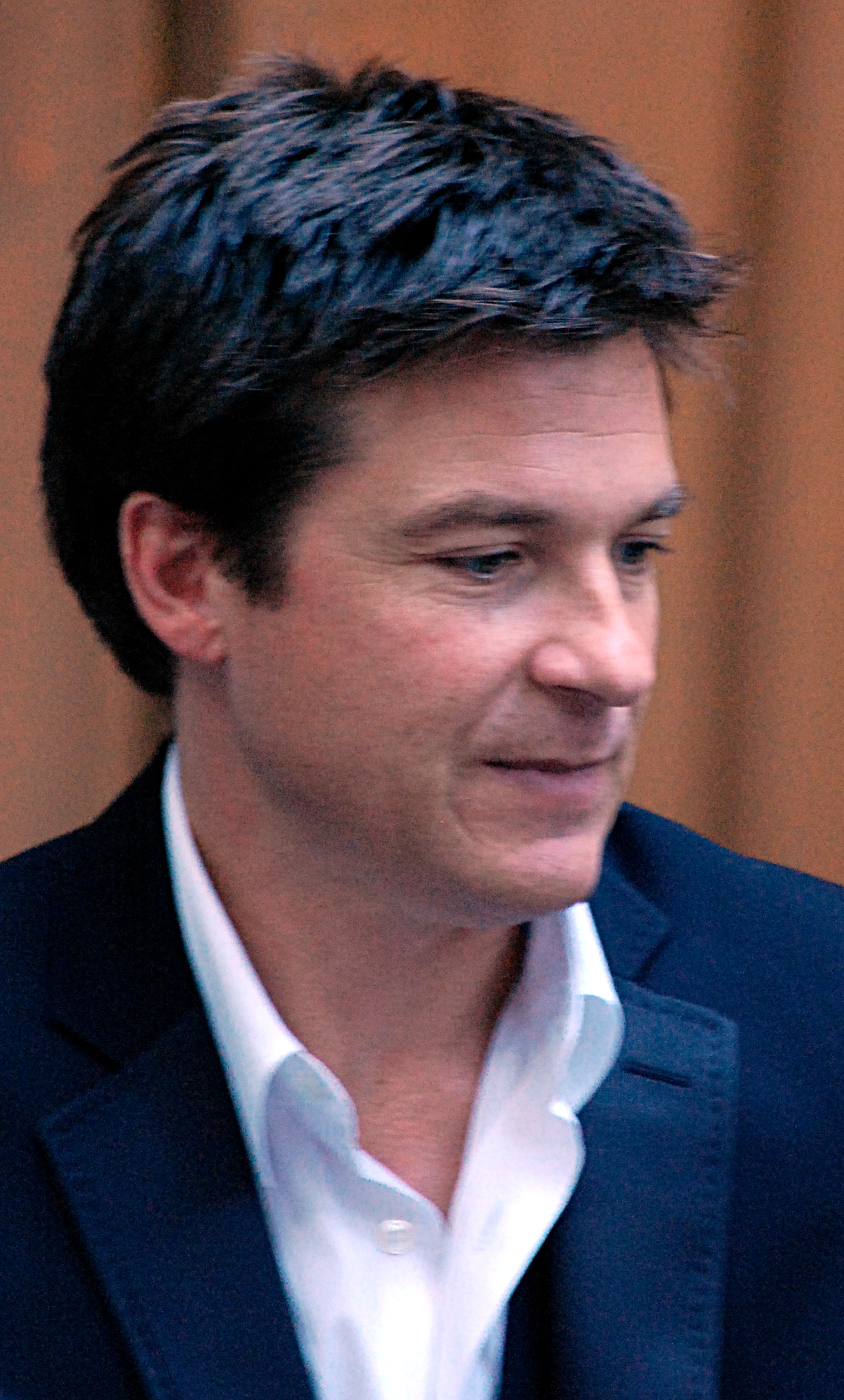
L'acteur au TIFF 2009, pour la présentation de In the Air.

Il faut attendre l'année 2003 pour que le succès revienne grâce à la série comique Arrested Development où il tient le rôle principal de Michael Bluth (en). Si les audiences sont très faibles, les critiques sont excellentes et sa performance lui permet d'obtenir un Golden Globe en 2005 dans la catégorie Meilleur acteur dans une comédie. Le programme s'arrête en 2006 au bout de trois saisons mais la carrière de l'acteur est lancée.
Il enchaîne alors les seconds rôles au cinéma : il est au casting de la comédie Son ex et moi (2006), le thriller d'action Le Royaume (2007), la satire à succès Juno (2007), de Jason Reitman, le film fantastique Le Merveilleux Magasin de Mr. Magorium, de Zach Helm, le blockbuster Hancock (2008), de Peter Berg, le thriller politique Jeux de pouvoir (2009), la comédie dramatique In the Air, de Jason Reitman et la comédie chorale Thérapie de couples.
Cette même année, il décroche le premier rôle d'un film, la comédie indépendante Extract. Si le long-métrage rembourse à peine son budget, elle permet à l'acteur de faire ses preuves comme tête d'affiche.

### Tête d'affiche et passage à la réalisation (années 2010)

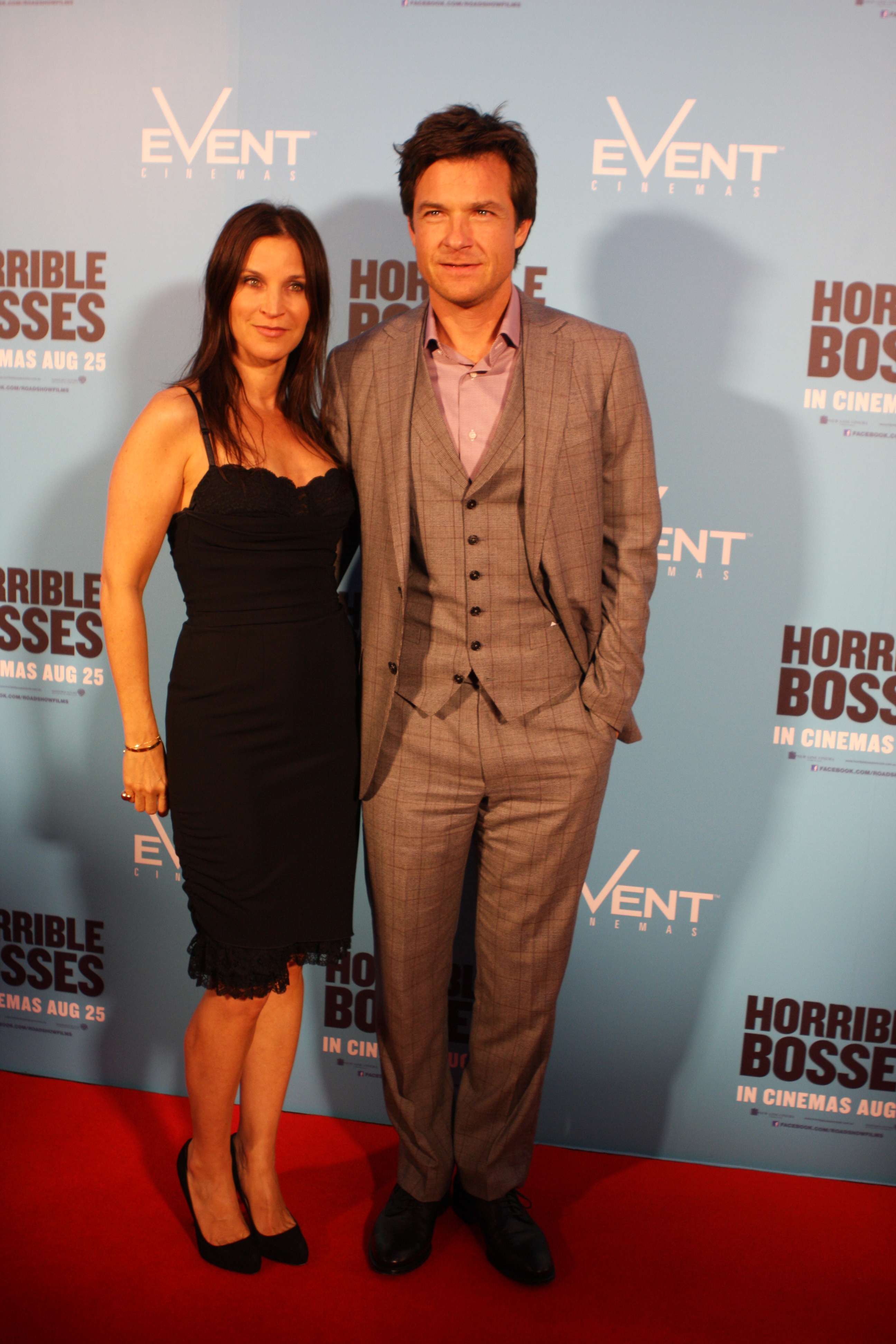
L'acteur avec son épouse Amanda Anka à l'avant-première de Comment tuer son boss ?, en juillet 2011.

En 2010, il partage l'affiche de Une famille très moderne avec Jennifer Aniston ; en 2011, il côtoie Charlie Day et Jason Sudeikis pour Comment tuer son boss ?, et donne la réplique à Ryan Reynolds dans Échange standard.
En 2012, il revient pour le drame en faisant partie du casting choral du film indépendant Disconnect. puis en 2013, il revient à la comédie populaire pour Arnaque à la carte, avec Melissa McCarthy, et passe à la réalisation en signant la comédie Bad Words. Enfin, Netflix produit une quatrième saison de Arrested Development.
L'année 2014 est marquée par la sortie de trois films : deux comédies dramatiques chorales : Une semaine ordinaire et C'est ici que l'on se quitte, puis la suite Comment tuer son boss 2. Le film rapporte seulement la moitié du box-office du premier opus.
En 2015, il surprend en étant la tête d'affiche du film d'horreur à petit budget The Gift. Puis il signe son deuxième film en tant que réalisateur, la comédie indépendante La Famille Fang, dont il tient aussi le premier rôle, aux côtés de Nicole Kidman.
L'année suivante, il revient vers la comédie en tenant un second rôle dans la comédie d'action Agents presque secrets et en fin d'année, il retrouve Jennifer Aniston pour l'un des rôles principaux de la comédie chorale Joyeux bordel !.
En 2018, il tourne dans la comédie d'action Game Night avec Rachel McAdams, puis retrouve l'équipe de Arrested Development pour une cinquième saison.

## Filmographie

### Cinéma

#### Longs métrages
- 1987 : Teen Wolf 2 (Teen Wolf Too) de Christopher Leitch : Todd Howard
- 1991 : Necessary Roughness (en) de Stan Dragoti : Jarvis Edison
- 1992 : Breaking the Rules (en) de Neal Israel : Phil Stepler
- 1999 : Allergique à l'amour (en) (Love Stinks) de Jeff Franklin : Jesse Travis
- 2002 : Allumeuses ! (The Sweetest Thing) de Roger Kumble : Roger Donahue
- 2002 : Jeu sans issue (One Way Out) d'Allan A. Goldstein : John Farrow[6]
- 2003 : Sol Goode (en) de Danny Comden : Spider
- 2004 : Starsky et Hutch (Starsky & Hutch) de Todd Phillips : Kevin
- 2004 : Dodgeball ! Même pas mal ! (Dodgeball : A True Underdog Story) de Rawson Marshall Thurber : Pepper Brooks
- 2006 : La Rupture (The Break-Up) de Peyton Reed : Riggleman
- 2006 : Arthur et les Minimoys de Luc Besson : Darkos (voix)
- 2006 : Mise à prix (Smoking Aces) de Joe Carnahan : Rupert « Rip » Reed
- 2006 : Son ex et moi (The Ex) de Jesse Peretz : Chip Sanders
- 2007 : Le Royaume (The Kingdom) de Peter Berg : Adam Leavitt
- 2007 : Juno de Jason Reitman : Mark Loring
- 2007 : Le Merveilleux Magasin de Mr. Magorium (Mr. Magorium's Wonder Emporium) de Zach Helm : Henry Weston
- 2008 : Top Job! (The Promotion) de Steven Conrad : L'hôte
- 2008 : Sans Sarah, rien ne va ! (Forgetting Sarah Marshall) de Nicholas Stoller : Détective Animal Instincts
- 2008 : Hancock de Peter Berg : Ray Embrey
- 2009 : Jeux de pouvoir (State of Play) de Kevin Macdonald : Dominic Foy
- 2009 : Extract de Mike Judge : Joel Reynolds
- 2009 : In the Air (Up in the Air) de Jason Reitman : Craig Gregory
- 2009 : The Invention of Lying de Ricky Gervais et Matthew Robinson : Le docteur
- 2009 : Thérapie de couples (Couples Retreat) de Peter Billingsley : Jason Smith
- 2010 : Une famille très moderne (The Switch) de Josh Gordon et Will Speck : Wally Mars
- 2011 : Paul de Greg Mottola : Agent José Zet
- 2011 : Comment tuer son boss ? (Horrible Bosses) de Seth Gordon : Nick Hendricks
- 2011 : Échange standard (The Change-Up) de David Dobkin : Dave Lockwood
- 2012 : Hit and Run de Dax Shepard et David Palmer : Officier Keith Yert
- 2012 : Disconnect d'Henry Alex Rubin : Rich Boyd
- 2013 : Arnaque à la carte (Identity Thief) de Seth Gordon : Sandy Patterson
- 2013 : Bad Words de lui-même : Guy Trilby
- 2014 : Une semaine ordinaire (The Longest Week) de Peter Glanz : Conrad Valmont
- 2014 : C'est ici que l'on se quitte (This Is Where I Leave You) de Shawn Levy : Judd Altman
- 2014 : Comment tuer son boss 2 (Horrible Bosses 2) de Sean Anders : Nick Hendricks
- 2015 : Le Cadeau (The Gift) de Joel Edgerton : Simon
- 2015 : La Famille Fang (The Family Fang) de lui-même : Baxter Fang
- 2016 : Agents presque secrets (Central Intelligence) de Rawson Marshall Thurber : Trevor J.Olson
- 2016 : Zootopie (Zootopia) de Byron Howard et Rich Moore : Nick Wilde (voix)
- 2016 : Joyeux Bordel ! (Office Christmas Party) de Josh Gordon et Will Speck : Josh
- 2017 : Significant Other de lui-même
- 2018 : Game Night de John Francis Daley et Jonathan Goldstein : Max
- 2021 : Thunder Force de Ben Falcone : Le Crabe
- 2023 : Air de Ben Affleck : Rob Strasser
- 2023 : Fool's Paradise de Charlie Day : le technicien SPFX
- 2024 : Carry-On de Jaume Collet-Serra
- 2025 : Zootopie 2 (Zootopia 2) de Jared Bush : Nick Wilde (voix)

#### Courts métrages
- 1992 : How Can I Tell If I'm Really in Love : Jason
- 2011 : Surviving a Horrible Boss : Nick
- 2011 : My Least Favorite Career : Nic

### Télévision

#### Séries télévisées
- 1981 - 1982 : La Petite Maison dans la prairie (Little House on the Prairie) : James Cooper Ingalls
- 1982 - 1984 : Ricky ou la Belle Vie (Silver Spoons) : Derek Taylor
- 1984 : K 2000 - Saison 3 épisode 10 Une nouvelle amitié (Knight Rider) : Doug Wainwright
- 1984 - 1985 : It's Your Move : Matthew Burton
- 1985 : Robert Kennedy and His Times (en) : Joe Kennedy III
- 1986 : Mr. Belvedere : Sean
- 1986 : Hôpital St Elsewhere (St. Elsewhere) : Tim Moynihan
- 1986 : Le Monde merveilleux de Disney (The Wonderful World of Disney) : Steve Tilby
- 1986 - 1991 : Valérie (The Hogan Family) : David Hogan
- 1988 : Our House : Brian Gill
- 1995 : L'Homme à la Rolls (Burke's Law) : Jason Ripley
- 1995 - 1996: Simon : Carl Himple
- 1996 : Ned and Stacey : Bobby Van Lowe
- 1997 : Nés à Chicago (Chicago Sons) : Harry Kulchak
- 1997 - 1998 : George andLeo : Ted Stoody
- 2000 : Rude Awakening : Ryan
- 2001 : Macho Man (Some of My Best Friends) : Warren Fairbanks
- 2003 : La Treizième Dimension (The Twilight Zone) : Scott Crane
- 2003 - 2006 / 2013 : Arrested Development : Michael Bluth
- 2005 : Les Rois du Texas (King of the Hill) : Dr Leslie (voix)
- 2005 : Les Simpson (The Simpsons) : lui-même (voix)
- 2005 : La Ligue des justiciers (Justice League) : Hermes (voix)
- 2005 : Mes parrains sont magiques (The Fairly OddParents) : Tommy (voix)
- 2006 : Scrubs : M. Sutton
- 2006 : The Jake Effect : Jake Galvin
- 2009 : Sit Down, Shut Up : Larry Littlejunk (voix)
- 2015 : The Muppets : lui-même (voix)
- 2017 - 2022 : Ozark : Martin "Marty" Byrde
- 2020 : The Outsider : Terry Maitland
- TBA  : Black Rabbit : Vince Friedken

#### Téléfilms
- 1983 : Just a Little More Love de Burt Brinckerhoff : Dory Jr.
- 1984 : The Fantastic World of D.C. Collins de Leslie H. Martinson : Addison Cromwell
- 1985 : Right to Kill? de John Erman : ?
- 1986 : Le Regard du cœur (Can You Feel Me Dancing?) de Michael Miller : Larry Nichols
- 1987 : Bates Motel de Richard Rothstein : Tony Scotti
- 1988 : Crossing the Mob de Steven Hilliard Stern : Philly
- 1988 : Moving Target de Chris Thomson : Toby Kellogg
- 1992 : A Taste for Killing de Lou Antonio : Blaine Stockard III
- 1994 : Un amour oublié (This Can't Be Love) d'Anthony Harvey : Grant
- 1994 : Deux coupables pour un crime (Confessions : Two Faces of Evil) de Gilbert Cates : Bill Motorshed
- 1995 : Secrets de famille (Hart to Hart : Secrets of the Hart) de Kevin Connor : Stuart Morris

### Jeu vidéo
- 2015 : Disney Infinity 3.0 : Nick Wilde (voix)

## Voix francophones
En France, Bruno Choël est la voix française régulière de Jason Bateman. Benoît Du Pac l'a doublé à trois reprises.
Au Québec, Yves Soutière est la voix québécoise la plus régulière de l'acteur. Il y a également Martin Watier et Pierre Auger qui l'ont doublé respectivement à cinq et trois reprises.